# 让-米歇尔·雅尔
让-米歇尔·安德烈·雅尔（法語：Jean-Michel André Jarre，法語：[ʒɑ̃ miʃɛl ɑ̃dʁe ʒaʁ]；1948年8月24日—），法国电子音乐艺术家，曾多次举办室外音乐会而闻名，在他的音乐会上常使用大量的激光、焰火等视觉效果。他是世界上最早实验电子音乐和数字音乐（數碼音樂）的艺术家，他的音乐会现场观众众多，观众数量之多，曾三次被吉尼斯世界纪录收录。

## 生平
让-米歇尔·雅尔5岁开始就学习钢琴，但后来就放弃了系统训练。年轻时他曾经组过一个叫Mystere IV的乐队。20世纪60年代晚期，他开始尝试多种电子音乐设备。1968年，他加入了Groupe de Recherches Musicales（以自然声音和工业声音合成电子乐的始祖团体），在那里，他接触到了电子合成器。
1968年发行La Cage，雅尔的第一首电子乐单曲。
1971年，雅尔为芭蕾舞Aor作曲以庆祝法国巴黎大剧院的重新开张，这是电子音乐首次运用于歌剧，雅尔也由此成为大剧院中最年轻的作曲家。
1977年，雅尔被人物周刊评选为“年度人物”。
20世纪70年代中期，雅尔签约宝丽金。他的第一张专辑《氧气》（Oxygène）于1976年发行，销量超过1500万张，获得了国际性的巨大成功。到目前为止，这仍是法国历史上最成功的唱片。其中的曲目Oxygène 4更荣登多项音乐排行榜的榜首。此后的专辑，雅尔都使用了不同声效合成方法，获得了专业人士以及听众的好评。
1981年，雅尔成为北京音乐学院的荣誉成员。
1983年，雅尔创作了专辑Musique pour supermarchés （英文Music for supermarkets），这个专辑只有一份拷贝。这张专辑明显表露了雅尔对当时的音乐界的厌恶与不屑。雅尔将这张专辑在卢森堡电台（Radio Luxembourg）播放了一次并将其拍卖，为法国的艺术家筹得一万英镑。人们用磁带录音机将其录下，所以现在我们还能有幸听到这个专辑，不过音质就不是很好了。后来，这张专辑的原版唯一一张拷贝在巴黎德路欧饭店(the Hotel Drouot)拍卖会上以10500欧元成交，成为世界上最贵的唱片。
1987年，《人物》评选他为「年度欧洲音乐人」。
1995年，雅尔成为联合国教科文组织的慈善大使，曲目Eldorado成为该组织的官方主题曲。同年，他还被法国政府授予了荣誉团骑士级奖章（Chevalier de la Légion d'Honneur）。
1998年，雅尔成为国际唱片业协会（IFPI）代言人。
2001年，雅尔不但希腊阿迪库斯音乐厅（Herodes Atticus Odeon）举办了3场音乐会，而且又受希腊文化部委托，为希腊交响乐团创作了献给希腊雅典卫城这一历史古迹的主题曲。
2005年，担任HCA大使。

## 個人生活
他在1976年與第二任妻子夏綠蒂·蘭普琳在圣特罗佩的某個晚宴初次見面，但是在1998年正式離婚。2002年他与法国女演员伊莎贝拉·阿佳妮（Isabelle Adjani）订婚，但后来她取消了订婚。2005年雅尔与法国女演员安娜·帕里约（Anne Parillaud）結婚，但於2010年離婚。2017年，雅尔被發現與中国裔女演员鞏俐約會，2019年與鞏俐結婚。雅尔有三个孩子：Emilie（雅尔1970年代早期时婚姻时的孩子），Barnaby（夏洛特·兰普琳在与雅尔的结婚前的婚姻中生下的儿子）和David（夏洛特与雅尔的孩子）。
截至到2005年，雅尔的专辑与单曲估计已经销售超过7200万张。
小行星 4422被命名为雅尔以表揚他對音樂的貢獻。

## 演出

### 音乐会
- La Concorde，1979年7月14日，法国巴黎协和广场（La Concorde）。有超过100万人参加。
- Rendez-Vous Houston，1986年4月5日，在美国德克萨斯州休斯敦（Houston）市中心。音乐会是纪念NASA成立25周年，休斯敦150周年。音乐会还纪念了当年1月28日发生的挑战者号航天飞机失事事件。音乐会现场观众超过130万人。
- Rendez-Vous Lyon，1986年10月5日，在法国里昂举办音乐会，观众超过80万。
- Destination Docklands，1988年10月8日-9日，在英国伦敦举办，观众超过20万。
- Paris La Défense1990年7月14日，法国国庆日，法国巴黎拉德芳斯(La Défense)。现场观众达到了250万。
- Legend of the Lost City，1992年12月，在南非迷城 (lost city)举办音乐会 。
- Concert de l'éclipse，1997年7月11日，在墨西哥提奥提华坎（Teotihuacan），当天有日全食。
- Hong-Kong，1994年3月11日，香港大球场（市政局）开放典礼，有约4万名观众。[3]
- Tolérance en concert，1995年7月14日，法国国庆日、庆祝联合国成立50周年及纪念“联合国宽容年”( the Year of Tolerance)，法国巴黎埃菲尔铁塔前。超过120万名观众。
- Oxygene à Moscou，1997年9月6日，俄罗斯莫斯科大学。庆祝莫斯科建城850周年，约350万名观众，第四次打破自己的纪录。演出中还有自空间站传来的太空宇航员现场视频。
- Nuit Electronique，1998年7月14日，法国巴黎埃菲尔铁塔前，庆祝法国国庆日及法国在法国世界杯上夺冠。观众超过60万。
- Les 12 Rêves du Soleil，1999年12月31日-2000年1月1日，埃及开罗吉萨大金字塔下，庆祝新千禧年以及埃及进入第七个千禧年，埃及文明五千年。音乐会从日落开始一直持续到日出，现场观众约11.5万，超过20亿的观众通过世界各地的电视台观看了音乐会，另有200多万观众通过网络链接观看了平均35分钟的节目。。
- Rendez-Vous in Space，2001年1月1日，日本冲绳宜野湾市海滨公园里演出，以迎接21世纪的到来，观众约2万。
- Hymn to Akropolis，2001年6月19日-20日，希腊雅典卫城举行了3场音乐会。观众约1万人。
- AERO，2002年9月7日，丹麦奥尔堡市附近Gammel Vraa Enge风车公园里的风车前面举办一场致力于推广风力和可再生能源的音乐会，有约3.5万多观众参加了现场音乐会。
- Pekin，2004年10月10日，中国北京紫禁城音乐会。该音乐会作为中法文化年的一个项目，舞台上使用5.1声道，一些卫星频道也以5.1声道HDTV形式播放了这次音乐会，音乐会上演奏了航空环绕音以及一些不是雅尔所做的歌曲。

### 巡回演出
- Les Concerts en Chine，1981年10月21日-29日，中国北京、上海。约15万现场观众，并通过中央人民广播电台和电视台转播给中国五亿听众。
- Europe en Concert，1993年7月-10月，欧洲7国，观众超过66万。
- Oxygene Indoor Tour，1997年5月、6月、10月，观众超过23万。

## 专辑与单曲
- La Cage/Erosmachine (1971)，雅尔的第一首电子音乐单曲。
- Deserted Palace (1972)，雅尔的首张专辑。
- Les Granges Brûlées (1973)
- Oxygène (1976)，法国历史上销量最高的专辑。获得1976年Prix de l'Académie Charles Cros及唱片大奖；香港教育署電視教育（八十年代，香港電台製作）中學三年級社會科節目選用其之經典音樂Oxygène IV作為開場音樂。
- Equinoxe (1978)，至今销售量已超过1000万张，并成为Peter Fleischmann的电影La Maladie d'Hambourg部分背景音乐。
- Les Chants Magnétiques (Magnetic Fields) (1981)，发行两周后即成为欧洲各国top 10专辑。
- Les Concerts En Chine (1982)，两张黑胶唱片。
- Musik aus Zeit und Raum (1983)
- The Essential Jean Michel Jarre (1983)
- Musique Pour Supermarchés (Music For Supermarkets) (1983)，世界上最贵的唱片。
- Zoolook (1984)，是最早采用CD记录的唱片之一，荣获“美国年度乐器专辑”，“法国音乐奖(Victoire de la Musique)”和“Prix de l’Académie Charles Cros”。
- Rendez-vous (1986)，荣获两座“法国音乐奖”和“年度乐器专辑奖”。
- Houston-Lyon Cities In Concert (1987)，获“年度音乐会奖”。
- Révolutions (1988)
- Destination Docklands (1989)
- Jarre Live (1989)
- Jean Michel Jarre: The Laser Years box set，是一个特别版，仅在法国发行。
- En Attendant Cousteau (Waiting For Cousteau) (1990)，灵感来自于著名的海洋学家Jacques-Yves Cousteau。
- Images – The Best Of Jean Michel Jarre (1991)，一张精选集。
- Chronologie (1993)，灵感来自于《时间简史》(‘A Brief History of Time’)。
- Hong Kong (1994)
- Jarremix (1995)
- Oxygène 7-13 (1997)，这张专辑完成雅尔20多年前的作品构思。
- Odyssey Through O2 (1998)，一张多位著名DJ制作的混音专辑。
- Revolutions (1998)
- Metamorphoses (2000)，雅尔第一张有歌唱的专辑。
- Sessions 2000 (2002)，爵士乐风格专辑。
- Geometry of Love (2003)，是一个限量发行的个人音乐工程，已经成为在美国Apple iTunes上下载最多的WMI专辑。
- The Essential (2004)
- Aero (2004)中文：航空环绕音，是世界上第一张用5.1声道录制的DVD音乐专辑。
- Live in Beijing (2004) ，DVD版北京音乐会，法国于2004年12月7日发行。
- Jarre in China - (2005)，DVD版北京音乐会的再发行版，并加了一些特别制作。
- Teo and Tea - (2007)
- Oxygène: New Master Recording - (2007)
- Electronica 1: The Time Machine - (2015)
- Electronica 2: The Heart of Noise - (2016)
- Oxygène 3 - (2016)
- Radiophonie vol. 9 - (2017)
- Equinoxe Infinity - (2018)
- Snapshots from EōN - (2019)
- Amazônia - (2021)
- Oxymore - (2022)